# François Monnet
Pour les articles homonymes, voir Monnet.
François Monnet est un homme politique français né le 30 avril 1796 à Dijon (Côte-d'Or) et mort le 13 avril 1850 à Paris.

## Biographie
Reçu à l'école Polytechnique en 1814, il démissionne en 1815 pour ne pas servir les Bourbons de retour au pouvoir et s'installe comme notaire à Dijon. Commandant de la Garde nationale, il est un opposant à la Monarchie de Juillet. Il est député de la Côte-d'Or de 1848 à 1849, siégeant à droite. Battu en 1849, il devient caissier principal de la compagnie de chemins de fer Paris-Lyon-Marseille.

## Sources
- « François Monnet », dans Adolphe Robert et Gaston Cougny, Dictionnaire des parlementaires français, Edgar Bourloton, 1889-1891 [détail de l’édition]